# Gisela Klann-Delius
Gisela Klann-Delius (gebürtig Gisela Klann; * 29. Dezember 1944 in Bad Homburg vor der Höhe; † 9. Februar 2024) war eine deutsche Psychologin und Professorin für Linguistik an der Freien Universität Berlin.

## Leben und Wirken

### Beruflicher Werdegang
Gisela Klann studierte Altphilologie, Germanistik, Philosophie und Psychologie in Frankfurt am Main, Marburg und Berlin. Sie wurde 1972 promoviert und habilitierte sich 1979. Von 1973 bis 1978 war sie Assistenzprofessorin an der Freien Universität (FU) Berlin. Zwischen 1978 und 1980 war sie Forschungsstipendiatin am Max-Planck-Institut für Psycholinguistik in Nijmegen (Niederlande), von 1980 bis 1984 Wissenschaftliche Mitarbeiterin in einem DFG-Projekt der Universität Bielefeld. 1981 war sie Gastdozentin für Therapieprozessforschung an der Universität Ulm. Ab 1991 war Gisela Klann-Delius Professorin für Linguistik mit dem Schwerpunkt Psycholinguistik an der Freien Universität Berlin (Institut für Deutsche und Niederländische Philologie). 2008 trat sie als stellvertretende Leiterin des Instituts zurück. Sie wurde Direktorin des Bereichs Languages of Emotion der FU Berlin.

### Sonstiges
Klann-Delius war mit dem Schriftsteller Friedrich Christian Delius verheiratet und hatte zwei Töchter. Ihre Tochter Mara Delius ist Herausgeberin der Literarischen Welt.

## Forschungsschwerpunkte
- Lesen und emotionale Kompetenzen
- Sprache und Gestik der Alexithymie
- Bedeutung emotionaler Hinweisreize
- Wechselwirkungen sprachlicher und emotionaler Kompetenzen
- Mehrsprachigkeit und Emotion
- Affekt und Rhythmuserkennung bei 6 Monate alten Früh- und Reifgeborenen
- Emotionale Hinweisreize und schlafabhängige Gedächtniskonsolidierung
- Emotionsregulation durch Verbalisieren

## Schriften
- Die sprachliche Formatierung von Beziehungserfahrungen. In: Lieselotte Ahnert : Frühe Bindung: Entstehung und Entwicklung. Reinhardt, München 2004, ISBN 3-497-01723-X.
- Sprache und Geschlecht: Eine Einführung. Metzler, Stuttgart 2005, ISBN 978-3-476-10349-9 (Leseprobe: doi:10.1007/978-3-476-05072-4).
- Spracherwerb. Metzler, Stuttgart 2008, ISBN 978-3-476-12321-3.
- Modelle des kindlichen Wortschatzerwerbs. In: Spektrum Patholinguistik. Band 1, Juli 2008, S. 1–18 (PDF: 338 kB, 17 Seiten auf uni-potsdam.de).